# Zbigņevs Stankevičs
Zbigņevs Stankevičs (født 15. februar 1955 i Lejasciema pagasts i Lettiske SSR) er en lettisk ærkebiskop af Ærkebispedømmet Riga.
Som ærkebiskop af Riga er Stankevičs også metropolit af de resterende tre lettiske bispedømmer i Liepāja, Rēzekne-Aglona og Jelgava. Den 19. juni 2010 udnævnte Pave Benedikt 16. Stankevičs til ærkebiskop af Riga. Den 8. august 2010 blev han bispeviet af sin forgænger Jānis Pujats i Riga Domkirke.